# Красный партизан (маяк)
Красный партизан (до 1926 года — Николаевский маяк) — маяк на одноимённом мысе в Советско-Гаванском районе Хабаровского края. Объект культурного наследия России.

## История
Ещё в 1863 году для обеспечения российского мореплавания на Дальнем Востоке предлагалось построить на дальневосточном побережье 5 маяков, в том числе и маяк на мысе Муравьёва для входа в Императорскую Гавань. Эти планы так и не были реализованы, но вопрос о строительстве маяка в Императорской Гавани остался актуальным.
В 1891 году строительство маяка в Императорской Гавани (с предполагаемым именем Императорский маяк) было включено в «План работ по маячной части на новое 6-летие с 1892 по 1897 год», на что было ассигновано 115 000 рублей. В 1894 году для выбора места постройки маяка по распоряжению командира Владивостокского порта была назначена специальная комиссия. Рассмотрев три варианта размещения маяка (мыс Святого Николая, полуостров Путятина и мыс Милютина), комиссия отдала предпочтение второму варианту, при условии строительства ещё одного маяка — на мысе Песчаном, в 35 милях к югу от залива Императорская Гавань.
Однако ассигнования были выделены на строительство только одного маяка (маяк на мысе Песчаном был построен и введён в действие только в 1934 году). В связи с этим управляющий Морским министерством адмирал Н. М. Чихачёв 30 декабря 1894 года принял решение о строительстве маяка на мысе св. Николая с целью «быть исключительно опознавательным пунктом для мимо идущих судов на Сахалин, в Николаевск и обратно». Возведением маяка руководил инженер-подполковник К. И. Леопольд, который предложил использовать для строительства маяка местный строительный материал — гранитные блоки, что значительно удешевило строительство. Маяк строили до 300 рабочих разных национальностей, населявших Дальний Восток России, а также ссыльные.
14 июля 1897 года (по старому стилю) маяк вступил в строй и был передан в ведение Дирекции маяков и лоции Дальневосточных морей. 23 августа того же года (по старому стилю) начала работать пневматическая сирена.
Николаевский маяк обслуживался личным составом, который состоял из вольнонаёмного смотрителя, состоявшего на государственной службе и команды из 9-12 нижних чинов Сибирского флотского экипажа, из которых 2 человека — машинисты, следившие за состоянием сирены. В 1897—1901 годах смотрителем маяка был Рафаил Шульганович. С 1902 года смотрителем стал коллежский секретарь Яворский, получивший в 1903 году чин титулярного советника.
Во время Русско-японской войны 1904—1905 годов Николаевский маяк не работал, личный состав под руководством смотрителя выполнял ремонтные работы. Вновь маяк заработал лишь 1 апреля 1906 года.
Во время Гражданской войны Николаевский маяк продолжал работу. В 1919 году возле маяка произошёл бой между партизанами из отряда П. Ф. Курикши (костяк которого составили маячники) и белогвардейцами. Уйти от белогвардейцев удалось только вахтеписцу В. Костину. Остальные служащие маяка — смотритель Д. Ф. Алексашев, Л. Пунышев, Веремейчик, А. Арсеев, Михеев и А. Щёголев была захвачены в плен, после чего доставлены в бухту Маячную, где их расстреляли вместе с другими партизанами отряда Курикши.
В 1926 году на месте расстрела служащими маяка был установлен обелиск. В честь событий 1919 года маяк и мыс получили новое название «Красный партизан».
Маяк (как место боя партизан с белогвардейцами) является объектом культурного наследия России. Он остаётся действующим и находится под управлением военных.

## Описание

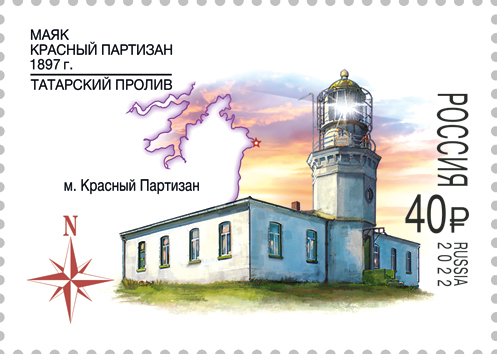
Почтовая марка 2022 год

Здание маяка расположено на побережье Татарского пролива, в 60 м от береговой линии и в 12 км от города Советская Гавань. Главным фасадом ориентировано на восток. Здание построено из гранитных блоков, одноэтажное, прямоугольное в плане. С восточной стороны в объём здания врезана треугольная башня маяка. Низкий ярус башни — восьмигранник. Верхние ярусы цилиндрической формы. По бокам западного фасада здания имеются два ризалита. Здание перекрыто четырёхскатной крышей. Покрытие башни купольное. Общие габариты основного объёма здания 14,5x25x4,5 м. Высота башни над уровнем карниза 9 м. Здание имеет три входа — два входа с западной стороны, один с восточной, со стороны башни. Она прямоугольной формы, без наличников, с завершением в виде сегмента. Фасады без декора, оштукатурены и побелены. Карниз ступенчатый, украшен поребриком. Кровля металлическая. Восьмигранник башни украшен декоративным карнизом и двумя поясами. Верхние ярусы башни имеют металлические ограждения. Территория вокруг здания не благоустроена. С западной стороны к зданию примыкает хозяйственный двор.
Штатный номер маяка Красный Партизан по книге «Огни и знаки Тихоокеанского побережья России» — 840. Международный номер маяка по издаваемому Великобританией описанию огней — М 7640.
Техническое оснащение маяка соответствовало последнему слову техники XIX века: хрустальные линзы, заказанные в Париже, обеспечивали силу света в 15000 свечей. В настоящее время эти линзы по-прежнему работают, проблесковый белый свет маяка виден на расстоянии в 23 морские мили.
В 1908 году Николаевский маяк посетил русский писатель и путешественник В. К. Арсеньев. В своей повести «В горах Сихотэ-Алиня» (1937) он посвятил маяку и его смотрителю главу под названием «Смотритель маяка».